# インディアン航空814便ハイジャック事件
インディアン航空814便ハイジャック事件（インディアンこうくう814びんハイジャックじけん）とは、ネパールで発生したハイジャック事件である。

## 事件発生
1999年12月24日、ネパールのカトマンズからインドのニューデリーに向かっていたインディアン航空814便（エアバスA300型機、乗客174人、乗員11人）が離陸直後の現地時間午後5時すぎにハイジャックされた。犯人はナイフ、拳銃、マシンガン、手投げ弾などで武装した5人組で機長にパキスタンのラホールに向かうよう要求したが、拒否されたため同7時すぎインド北西部のアムリトサルに着陸した。着陸直後には乗客4人がハイジャック犯に射殺されたとの情報も流れた。

## 迷走する機体
814便はアムリトサル空港で燃料を補給後に再び離陸した。燃料はわずか10分しか飛べない量だった。その後ラホールで再度燃料を給油した814便は、25日午前0時5分にアラブ首長国連邦（UAE）のドバイ近郊の空軍基地に着陸した。ここで犯人は57人の女性と13人の乳幼児の解放と引き換えに燃料と食料の補給を要求した。また、食料や水、けが人を治療するための医薬品も要求した。この要求に対してUAEのムハマド国防相が犯人側との交渉に応じ、814便に給油が行われた。
この時、UAE政府は特殊部隊を機内に突入させる計画を立てていたが、犯人がコックピットを占拠しているため突入は見送られた。
犯人は午前4時40分に乗客27人を解放し、25日午前5時に再び814便を離陸させた。この時、犯人に刺殺された男性乗客1人の遺体が引き渡されたが、犯人の正体や要求や最終目的地は不明のままだった。

## アフガニスタンへ
当初ハイジャック犯はアフガニスタンのカブール行きを要求したが、当時同国を実効支配していたターリバーン政権の当局者は814便の機長に対して、レーダーがないカブール空港への夜間着陸は不可能と回答し、814便はいったんUAEを目指したという。
25日午前7時半、814便はアフガン南部のカンダハールに着陸した。到着を受けてターリバーンのアブドゥル＝ワキール・アフマド・ムタワッキル外相はハイジャック事件解決のため国連に仲介を要請した。
カンダハールに到着後、犯人はパキスタンに本拠を置くイスラム過激派組織ジャイシュ＝エ＝ムハンマドのメンバーであり、インドの刑務所に収監中のイスラム指導者マウラナ・マスード・アズハル師らの釈放を要求した。同師は1994年にカシミールでインド当局に逮捕されていた。
この要求に対してインドのアタル・ビハーリー・ヴァージペーイー首相は「国連および関係各国と接触し、乗客乗員解放へのあらゆる努力をしている」との声明を発表し、インド政府としても国連の介入に期待していることを示唆した。また、国連のスポークスマンは「国連はあらゆる方法で協力する用意がある」と話し、事態解決のためインド政府と犯人グループの交渉を仲介する用意があることを明らかにした。

## 事件の長期化
12月26日午前9時、国連のデムル人道問題担当調整官が現地に入り、人質160人の解放交渉を行ったが不調に終わった。同日、国連はインド政府の要請を受け、デムル調整官らパキスタンに駐在する国連職員3人を派遣した。また、ターリバーン政権とも会談を行ったが、ターリバーン政権側は犯人の政治亡命を拒否した。
12月27日、犯人グループはインド政府が同国内で服役中のイスラム過激派メンバーらの釈放に応じない場合は人質を殺害すると警告した。これに対し、インド政府は犯人側との直接交渉に応じる意向を表明した。
同日午後5時半、インド政府交渉団が特別機でカンダハールに到着した。当初、犯人側は要求受け入れ期限を同日午後1時に設定していたが、インド政府が交渉に応じる姿勢を見せたため、最後通告をいったん取り下げたという。
犯人側の要求を受けてターリバーン政権は「犯人が人質に危害を加えれば突入する」と警告した。また、ムタワッキル外相は「ハイジャック犯が管制塔に2人の人質の手足を縛り、殺すと伝えてきた」と述べた。一方、ターリバーンの武装兵士が814便を包囲したとの情報も流れた。
インドのマンモハン・シン外相は「乗客乗員の安全とインドの国益を共に重視する」と述べ、人質の解放を最優先する一方、犯人が要求するパキスタンとの係争中のカシミール問題での妥協は難しいとの考えを示した。国連のデムル調整官は「人質の健康状態は悪化しており、814便の機長は国際社会が何らかの対応を取るよう訴えている」と述べた。
インド政府交渉団と犯人側は27日夜から計2回、犯人側が釈放を要求しているイスラム武装組織指導者のリストを提示しながら約2時間にわたって直接交渉を行ったが、進展は見られなかった。
12月28日、シン外相は、犯人側がインドで服役するカシミール独立運動の関係者ら35人の釈放と身代金2億ドル及びインドで獄死したメンバーの遺体引き渡しを要求したと伝えた。交渉団は同日、「犯人が名前も顔も知られていない人間なので（解決には）時間がかかる」と述べ、シン外相は「人質の安全上、解放の戦略は言えない」とした。国連のデムル調整官は「乗っ取り犯は次第に苛立ちを募らせており、交渉の行方次第で人質を殺し始める可能性がある」と懸念を示した。
また、814便のエンジンが止まったため、機内の気温低下や衛生状態の悪化が懸念された。そのため、空港では国際赤十字委員会が医師や救急車を待機させ、ターリバーン政権軍の兵士が水や薬を機内に運んだ。一方で、機内では、人質がトランプやチェスに興じたり、本や雑誌を読むなどリラックスした雰囲気に包まれており、人質の健康状態も概ね良好だった。
12月29日、交渉団と犯人側の4回目の交渉が行われ、インド政府からの要求への回答が伝えられた。インド政府は「人質の安全」とともに最大の領土問題であるカシミール問題で譲歩しないとの「国益」を両立させる考えを表明しており、回答の内容については明らかにされなかった。
12月30日、犯人側は病気の男性乗客1人を治療のため、一時的に解放した。
12月31日、インド政府と犯人側は、犯人側が要求していたアズハル師らイスラム過激派3人の釈放に応じることを条件に約160人の乗客・乗員全員を解放することで合意した。これを受けて同日夕方までに約160人の乗客・乗員全員が解放された。また、インド政府の特別機でアズハル師ら釈放犯がカンダハールに到着し、これに応じて犯人グループは人質全員を解放するとともにターリバーン政権が用意した四輪駆動車で現場から走り去った。

## 事件後
ターリバーン政権は犯人グループらの亡命を認めなかったため、犯人グループらは一時アフガニスタンに滞在した後、パキスタンに逃亡した。また、アメリカ中央情報局（CIA）はハイジャック犯らが隣国パキスタンに入国したことを確認した。
インドのアタル・ビハーリー・ヴァージペーイー首相は「諜報機関が得た情報によると、今回の乗っ取り事件も、パキスタン政府が支援するテロの一環であることを裏付けている。インドでテロを扇動しているパキスタン政府の実質的な役割は明らかだ」と述べ、パキスタンを激しく非難したが、パキスタン政府は「乗っ取り事件はパキスタンをテロ支援国として貶めるためにでっち上げたものだ」と反論している。
パキスタンのイスラム武装組織連合グループ・統一ジハード会議は「インド占領下のカシミールは半世紀間、インド軍75万に乗っ取られている。カシミール人は自決権を求めるがゆえに殺害され、レイプされ、財産を破壊されている。インド軍にカシミール人を殺害する権利も国際的には認められていないはずだ」と指摘した上で「（今回の事件は）無実の市民を人質にしたことはマイナスだったが、（イスラム武装組織の）司令官の一人が釈放され、カシミール問題に国際的な関心が注がれたことはプラスだった」として事件は正当化できると述べた。また、アズハル師は刑務所から釈放された後、「乗っ取りは支持しないが、カシミールはインドの国家テロにより乗っ取られている」と述べて事件の発端はインド政府にあると主張した。
日本人で唯一人質となった女性は、事件の経過を、自身のイラストとともに本にまとめた。（「ハイジャック密室の8日間: インド航空814便で何が起きていたか」、久田 千亜紀著、素朴社、2000年）

## 犯人のその後
ハイジャック犯の一部は2001年12月13日、ニューデリーのインド国会議事堂を襲撃する事件を起こした。主犯格は治安部隊との銃撃戦で死亡している。